# Leva (musikalbum)
 Leva är ett album från 2014 av Elisa Lindström. och hennes första album utgivet i helt eget namn.

## Låtlista
| 1.  | Leva                     | Jimmy Jansson, Marcos Ubeda                                        | 3:24 |
| 2.  | Casanova                 | Bobby Ljunggren, Ingela Forsman, Jimmy Jansson                     | 3:02 |
| 3.  | Ingen tar min man        | Eric Amarillo, Fredrik Eberhagen                                   | 3:08 |
| 4.  | Tack för lånet           | Eric Amarillo, Fredrik Eberhagen                                   | 3:28 |
| 5.  | Du gör mig galen         | Jimmy Jansson, Marcos Ubeda                                        | 3:12 |
| 6.  | Lillasyster              | Eric Amarillo, Fredrik Eberhagen                                   | 3:08 |
| 7.  | Broarna brinner          |                                                                    | 3:21 |
| 8.  | Illusion                 | Jimmy Jansson, Thomas G:son                                        | 3:19 |
| 9.  | Flickan i spegeln        | Bert Manson, Johan Glössner, Sofia Loell                           | 3:02 |
| 10. | Det känns så nu          | Dan Alexandra Zbozien, Jimmy Jansson, Nathaniel Ihara, Todd Wright | 3:10 |
| 11. | Ingenting annat än dig   | Henrik Sethsson, Ulf Georgsson                                     | 3:18 |
| 12. | Om du fick va för alltid | Carl Utbult, Thomas G:son                                          | 4:05 |

## Listplaceringar
| Lista (2014) | Topplacering |
| ------------ | ------------ |
| Sverige      | 13           |

### Fotnoter
1. ↑  ”Leva”. Ginza. 7 mars 2014. Arkiverad från originalet den 16 oktober 2014. https://web.archive.org/web/20141016065814/http://www.ginza.se/product/lindstrom-elisa/leva-2014/30330/. Läst 10 oktober 2014.
2. ↑  Listplacering, läst 10 oktober 2014